# Catocala munda
Catocala munda är en fjärilsart som beskrevs av W. Warren 1913. Catocala munda ingår i släktet Catocala och familjen nattflyn. Inga underarter finns listade i Catalogue of Life.